# 디아조나과
디아조나과(Diazonidae)는 무관해초목에 속하는 피낭동물과의 하나이다.

## 하위 속
- 디아조나속 (Diazona) Savigny, 1816
- 프세우도디아조나속 (Pseudodiazona) Millar, 1963
- Pseudorhopalaea Millar, 1975
- Rhopalaea Philippi, 1843
- Tylobranchion Herdman, 1886